# ESP Truckster
ESP Truckster är modeller i James Hetfields signaturserie hos ESP Guitars. Designen är baserad på den klassiska gitarrmodellen Les Paul som är tillverkad av Gibson. Truckster finns i två modeller, ESP tillverkad i Japan och den lite billigare LTD tillverkad i Korea. Gitarren har som de flesta andra gitarrer Hetfield använder EMG-mikrofoner.
Förutom Truckster ingår även modellen Iron Cross ESP som en begränsad utgåva i serien.